# Królewskie Kolegium Wojskowe Kanady
Królewskie Kolegium Wojskowe Kanady (ang. Royal Military College of Canada, fr. Collège militaire royal du Canada) – kanadyjska uczelnia wojskowa w mieście Kingston, w prowincji Ontario.
Założona w 1876, uzyskała prawo wydawania dyplomów uniwersyteckich w 1959 roku. Jest jedyną tego typu instytucją w Kanadzie.
Kształci około 1500 studentów i zatrudnia ponad 200 pracowników.